# Río Oise
El río Oise es un río franco-belga, afluente del río Sena, con una longitud total de 302 km, que nace en la provincia belga de Henao, al sur de la ciudad de Chimay, en el macizo boscoso de la Fagne, a una altitud de 309 m sobre el nivel del mar. Aproximadamente a los 20 km de iniciar su recorrido, el Oise se dirige hacia el sur para cruzar la frontera con Francia, siguiendo su curso en dirección hacia el sur y el suroeste por territorio francés hasta desembocar en el Sena a la altura de Conflans-Sainte-Honorine, en las cercanías de París, que queda aguas arriba del río Sena.
Con un caudal medio de 110 m³ por segundo, la superficie de su cuenca, que incluye territorios de los dos países por los que discurre, Bélgica y Francia, es de 16.667 km².
Aunque el río Oise posee diversos afluentes, el principal de ellos es el río Aisne, que posee una cuenca de 7.752 km², lo que supone un gran porcentaje de los 16.667 km² de la cuenca del Oise.
El río Oise ha prestado su nombre a tres departamentos franceses: Oise, Valle del Oise y Sena y Oise (este último desaparecido desde 1968 con motivo de una reestructuración administrativa).
Por otra parte, el río Oise tiene una destacada presencia en acontecimientos importantes para la historia y la cultura de Francia.

## Etimología
El actual nombre del río, Oise, deriva del nombre latino Isara, a su vez derivado de dos palabras en lenguas prerromanas, ambas con el mismo significado. Se trata de las voces is o viz, río, y ar, curso de agua, este último claramente documentado en territorios de lenguas celtas, mientras que se afirma que el primero es propio de la lengua ligur.
El paso desde Isara hasta el moderno Oise puede explicarse a partir de fenómenos lingüísticos de variación. Muy simplificadamente, se pasaría desde Isara en primer lugar hacia Isasa, para luego, por oscurecimiento de las vocales, pasar a Issa, a Isa y, finalmente, a Oise.

## Hidrología

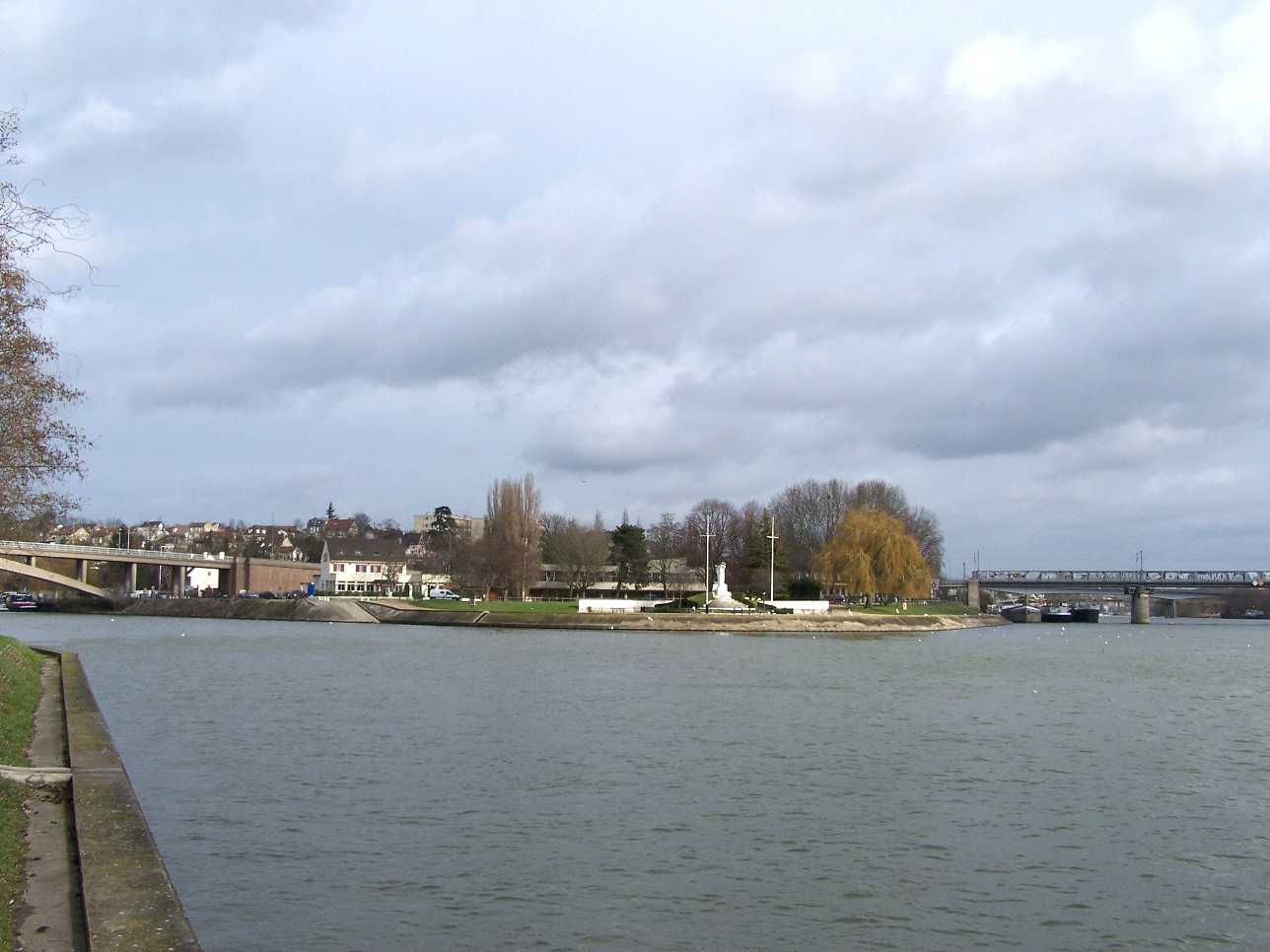
Conflans-Sainte-Honorine: El río Oise desembocando en el río Sena (el Oise a la izquierda, el Sena a la derecha).

El río Oise es un río con un caudal regular y mantenido a lo largo de todo el año. Durante un período de 48 años, entre 1960 y 2007, las condiciones de su caudal han sido estudiadas y analizadas en la localidad de Pont-Sainte-Maxence, en el departamento del Oise, en un punto situado algo lejos de la desembocadura del río en el Sena, pero que comprende en dicho punto una cuenca de 14.200 km² sobre el total de los 16.667 km² de la cuenca, lo que supone pues un 85,2 % de la superficie de la misma. En dicho lugar, el caudal medio anual del río es de 109 m³ por segundo.
El Oise presenta diversas fluctuaciones estacionales de su caudal, aunque siempre poco pronunciadas. Tiene caudales más altos en invierno y primavera, con un caudal mensual medio de 142 à 187 m³ por segundo, con niveles más elevados en los meses de enero y febrero. Los caudales mínimos se producen entre los meses de julio a octubre, con una punta mínima en septiembre, con 47,4 m³ por segundo, lo que sin embargo es un caudal apreciable. No obstante, hay que tener en cuenta que el cálculo de los caudales medios mensuales nos oculta diversas variaciones de caudal internas en cada período, variaciones que pueden llegar a tener cierta importancia en términos tanto absolutos como relativos.
Durante el estiaje veraniego, el VCN3 puede llegar a caer hasta los 21,0 m³, en caso de coincidir con un período quinquenal seco, caudal que sigue siendo elevado si lo comparamos con lo que sucede en los ríos de la cuenca mediterránea en la propia Francia o más todavía caso de comparar con los ríos españoles. El VCN3 es la cantidad mínima de caudal o caudal mínimo a lo largo de tres días consecutivos.
Por lo que respecta a las crecidas del río Oise, lo cierto es que no suelen ser excesivamente importantes. Así, el caudal instantáneo máximo medido fue de 543 m³ por segundo el 8 de enero de 2003, o el valor diario máximo registrado fue de 665 m³ el 5 de febrero de 1995. El QIX 10, ou caudal calculado de crecida decenal es de 560 m³ por segundo, el QIX 20 de 640 m³ y el QIX 50 de 750 m³. Los QIX 2 y QIX 5 tienen por su parte valores, respectivamente, de 340 y 470 m³. De lo que se deduce que las crecidas correspondientes a febrero de 1995 eran de tipo vigenal.
A título comparativo:
- el VCN3 y el QIX 10 del río Marne en París son de 23 y de 510 m³/s (caudal medio 110);
- los del río Oise en Pont-Sainte-Maxence son de 21 y 560 m³/s (caudal medio 109);
- los del río Yonne en su desembocadura en el río Sena son de 14 y 710 m³/s (caudal medio 93);
- los del río Loing en su desembocadora son de 3,2 y 190 m³/s (caudal medio 19);
- los del río Mosela poco antes de la frontera son de 13 y 1.500 m³/s (caudal medio 132);
- los del río Sena en Alfortville, antes de recibir las aguas del río Marne, son de 43 y 1 200 m³/s (caudal medio 218);
- para terminar, los del río Vienne en Nouâtre son de 25 y 2200 m³/s (caudal medio 201).

Como conclusión, se puede pues afirmar que el río Oise es un río de curso abundante y relativamente regular, alimentado por unas precipitaciones generalmente moderadas. El nivel de precipitación acumulado en su cuenca es de 243 mm anuales, lo que es moderado, inferior a las cifras habituales en el resto de Francia, aunque hay que indicar que es superior a la media de la totalidad de la cuenca del río Sena (220 mm), cuenca de la que la cuenca del río Oise es una de sus partes. Por consiguiente, el caudal específico (Qsp) es pues de 7,7 litros por segundo y por kilómetro cuadrado de cuenca.

## Afluentes

### Por la derecha

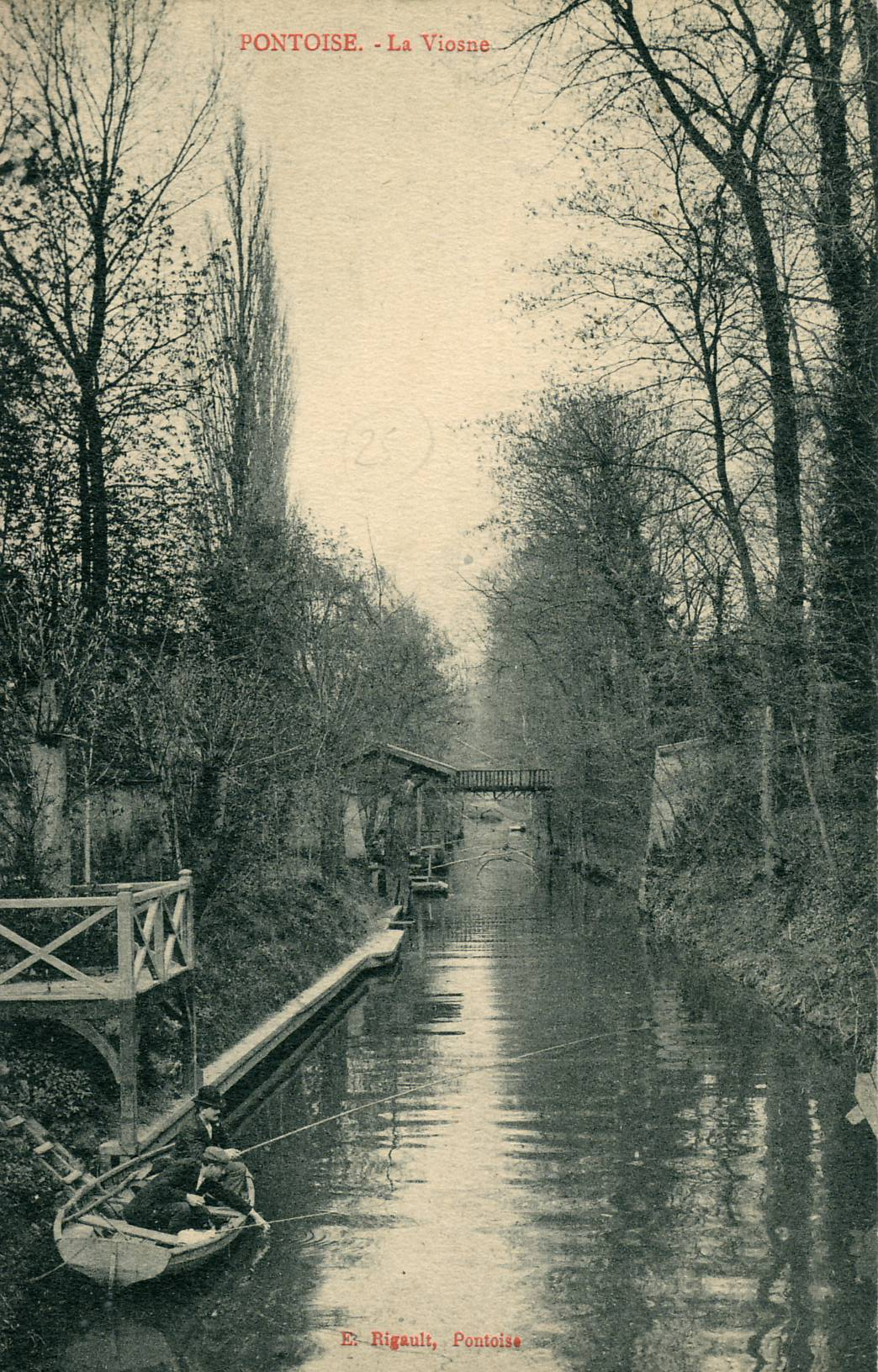
El río Viosne, afluente del río Oise, en una postal de principios del.

Por su derecha, el río Oise recibe a los siguientes afluentes:
- río Noirieu (o Noirrieu), junto con su afluente el río Iron.
- río Verse.
- río Divette, de 15,1 km de longitud, con un caudal de 0,385 m³/s
- río Matz, de unos 20 km de longitud.
- río Aronde, de 26 km de longitud, con un caudal de 1,3 m³/s.
- río Frette.
- río Rhony, de 4,6 km de longitud.
- arroyo de Macquart.
- río Brêche, de 51 km de longitud, con un caudal de 2,32 m³/s.
- río Thérain, de 94,3 km de longitud, con un caudal de 7,9 m³/s.
- río Esches, de 20,2 km de longitud, con un caudal de 0,75 m³/s.
- río Sausseron, de 19,7 km de longitud, con un caudal de 0,555 m³/s.
- río Viosne, de 27 km de longitud.

### Por la izquierda
Los afluentes que el río Oise recibe por su izquierda son:
- río Gland.
- río Thon.
- río Serre y su afluente, el río Souche.
- río Ailette.
- arroyo de Servais.
- río Aisne.
- río Automne.
- arroyo de Macquart.
- río Nonette.
- río Thève.
- río Ysieux.
- río Presles.
- arroyo de Liesse.

## Municipalidades recorridas

### En Bélgica

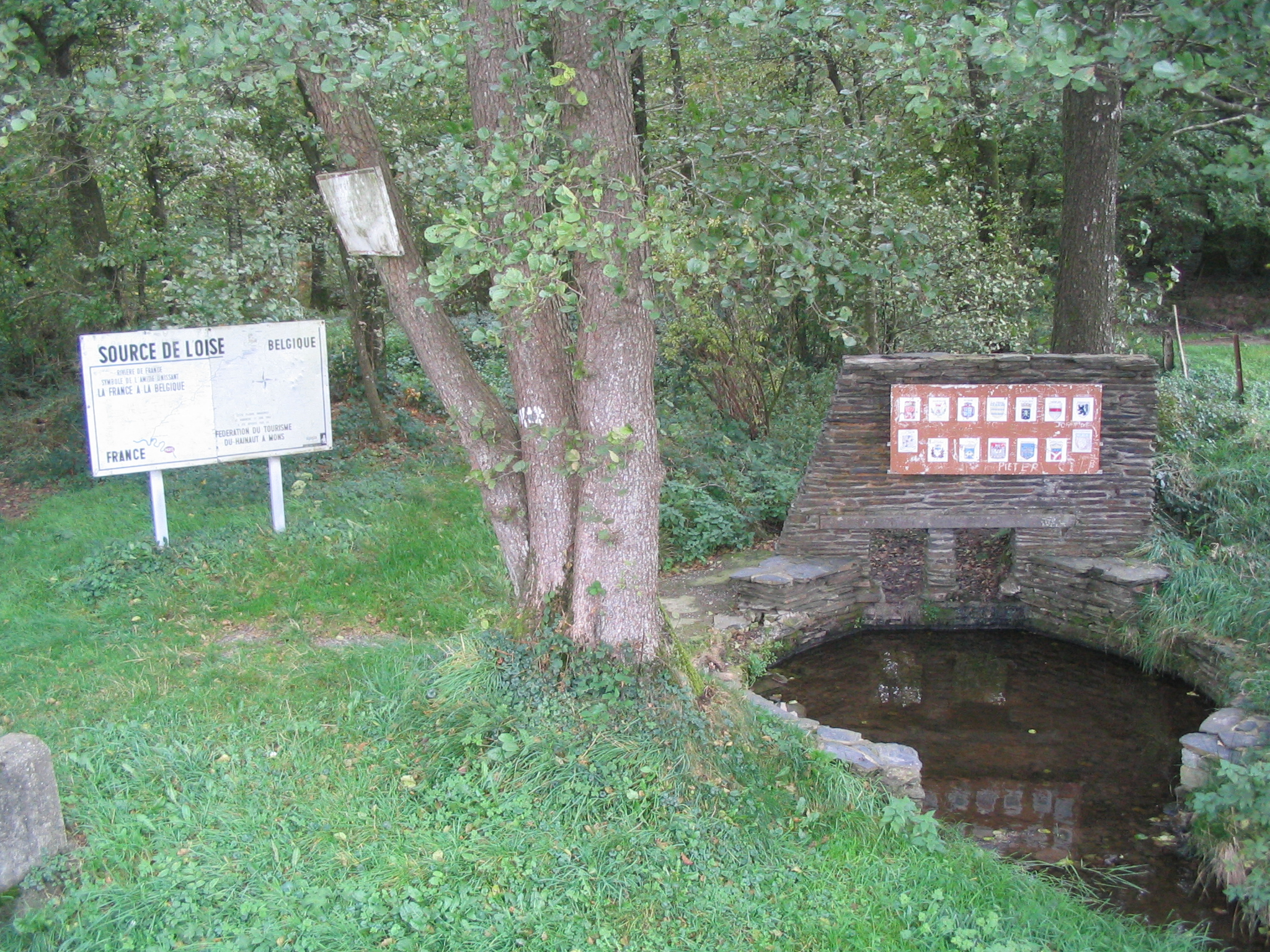
Las fuentes del río Oise, en Bélgica, en el macizo de la Fagne, cerca de Chimay.

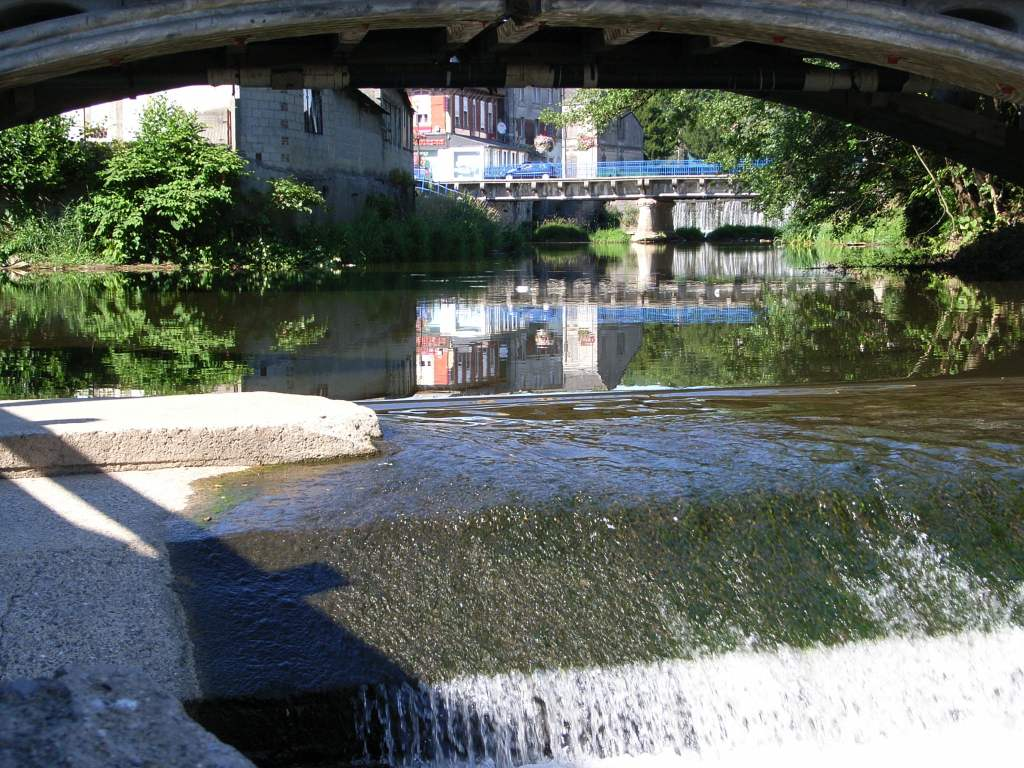
El río Oise a la altura de Hirson.

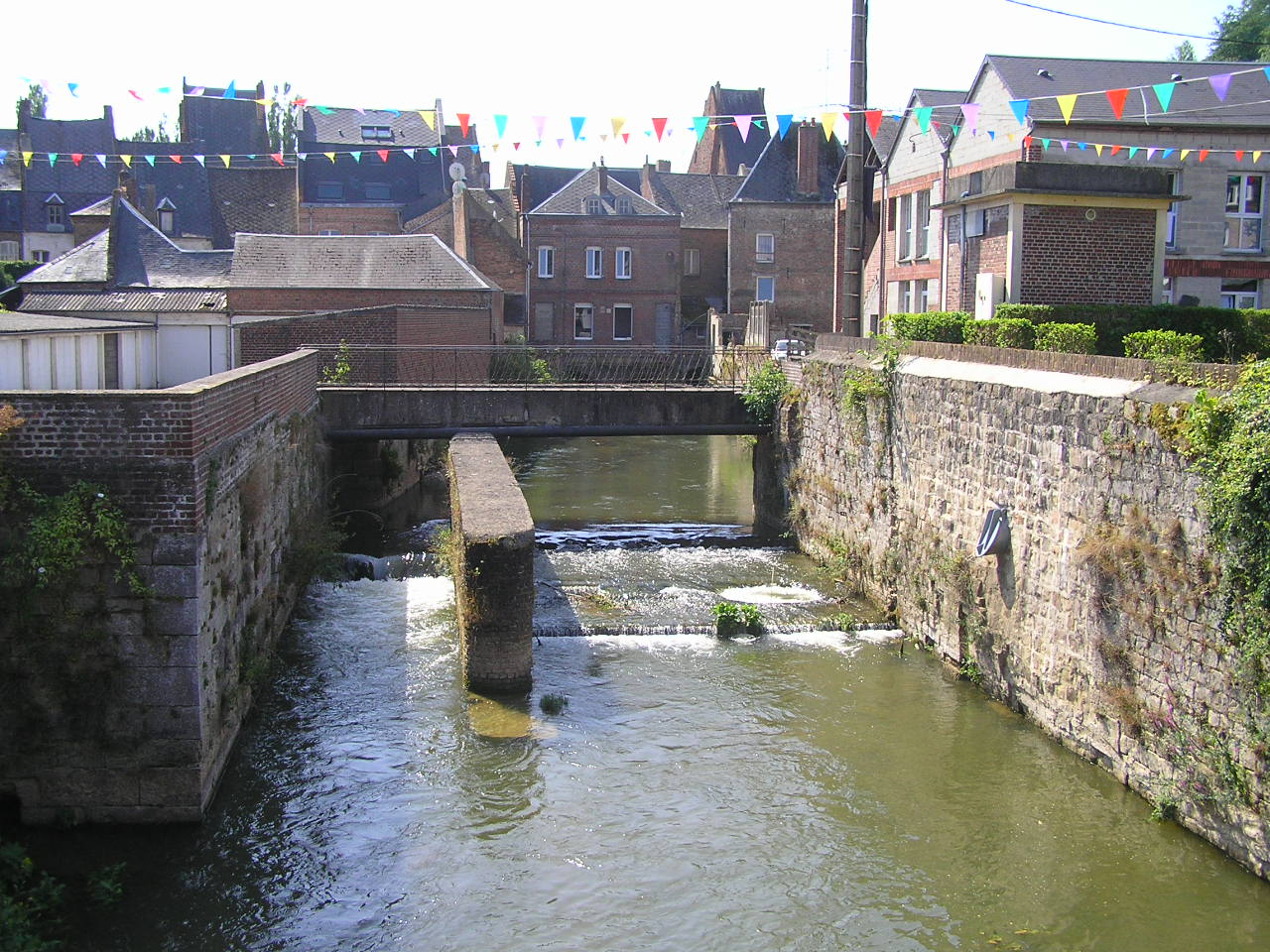
El río Oise a la altura de Guisa.

El río Oise nace en el término municipal (o comuna) de Chimay, en la provincia de Henao (Bélgica), para rápidamente penetrar en territorio francés.

### En Francia
En la relación de comunas, se destacan aquellas que o bien contaban con más de 10 000 habitantes (en 1999) o bien eran cabeceras administrativas.

#### Aisne

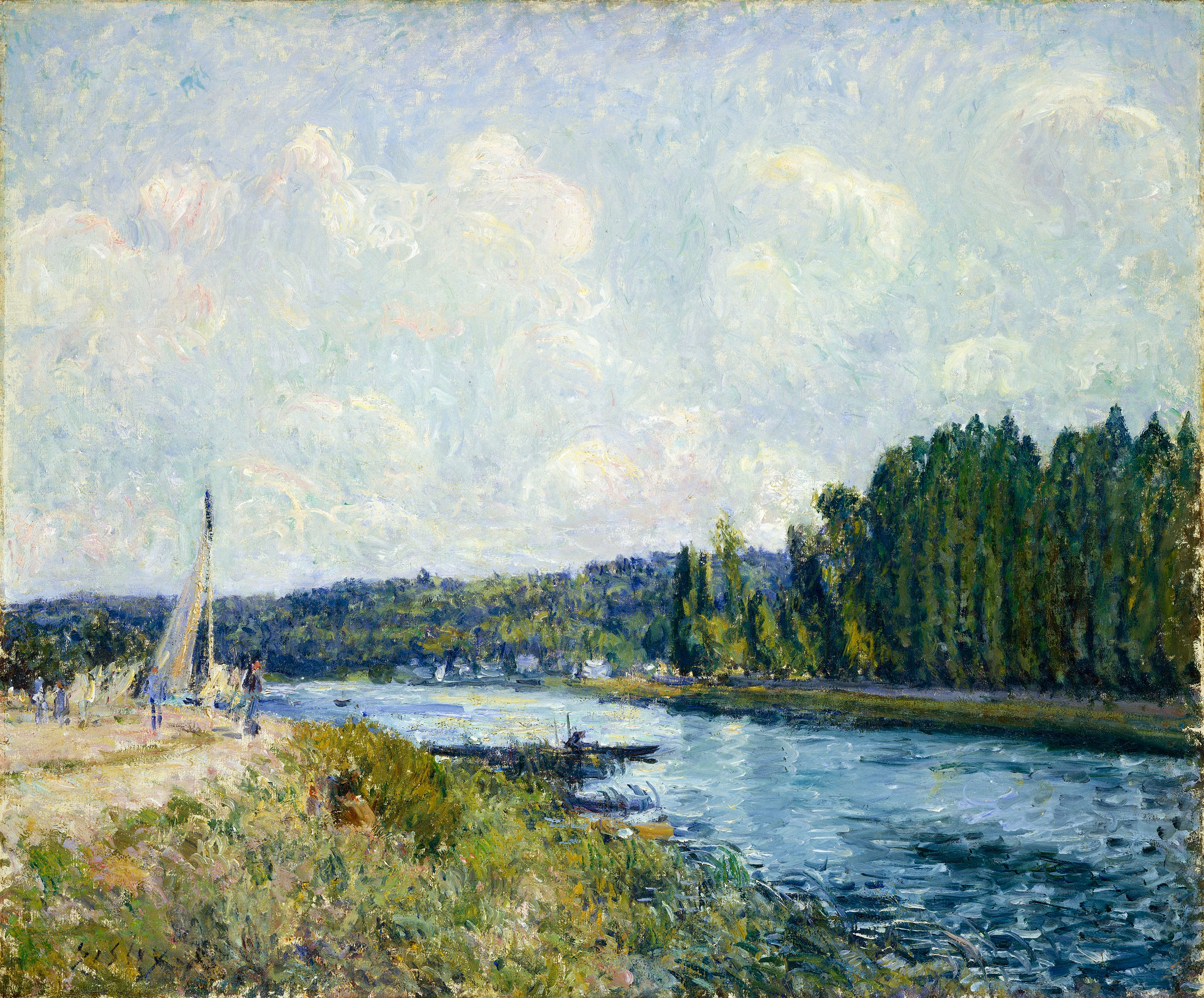
Les berges de l'Oise (Las orillas del Oise), cuadro impresionista del pintor británico Alfred Sisley (Galería Nacional de Arte, Washington D. C.).

En el departamento del Aisne, el río Oise atraviesa o bordea sesenta y una comunas:
- Hirson (comuna atravesada; al norte de la comuna, en la orilla derecha, se encuentra Bélgica).
- Mondrepuis (orilla derecha).
- Neuve-Maison (comuna atravesada).
- Ohis (comuna atravesada).
- Wimy (orilla derecha).
- Effry (comuna atravesada).
- Luzoir (comuna atravesada).
- Gergny (comuna atravesada).
- Étréaupont (comuna atravesada).
- Sorbais (comuna atravesada).
- Autreppes (comuna atravesada).
- Erloy (comuna atravesada).
- Saint-Algis (comuna atravesada).
- Englancourt (orilla derecha).
- Marly-Gomont (orilla izquierda).
- Chigny (orilla derecha).
- Proisy (comuna atravesada).
- Malzy (orilla derecha).
- Wiège-Faty (comuna atravesada).
- Monceau-sur-Oise (comuna atravesada).
- Flavigny-le-Grand-et-Beaurain (comuna atravesada).
- Guisa (comuna atravesada).
- Lesquielles-Saint-Germain (comuna atravesada).
- Vadencourt (comuna atravesada).
- Noyales (comuna atravesada).
- Proix (comuna atravesada en una pequeña parte).
- Macquigny (comuna atravesada).
- Hauteville (orilla derecha).
- Mont-d'Origny (comuna atravesada).
- Bernot (orilla derecha).
- Neuvillette (orilla derecha).
- Origny-Sainte-Benoite (comuna atravesada),
- Thenelles (orilla derecha).
- Ribemont (comuna atravesada).
- Châtillon-sur-Oise (comuna atravesada).
- Séry-lès-Mézières (orilla izquierda).
- Mézières-sur-Oise (comuna atravesada).
- Berthenicourt (comuna atravesada).
- Alaincourt (comuna atravesada).
- Moÿ-de-l'Aisne (orilla derecha).
- Brissy-Hamégicourt (orilla izquierda).
- Brissay-Choigny (orilla izquierda).
- Vendeuil (comuna atravesada).
- Travecy (orilla derecha).
- Mayot (orilla izquierda).
- Achery (comuna atravesada).
- Danizy (comuna atravesada, recibe al río Serre, y luego sigue en la orilla izquierda).
- La Fère (comuna atravesada).
- Andelain (orilla izquierda).
- Beautor (comuna atravesada).
- Tergnier (orilla derecha).
- Amigny-Rouy (orilla izquierda).
- Condren (comuna atravesada).
- Viry-Noureuil (orilla derecha).
- Sinceny (orilla izquierda).
- Chauny (comuna atravesada).
- Bichancourt (orilla izquierda).
- Abbécourt (orilla derecha).
- Manicamp (orilla izquierda, luego atraviesa la comuna).
- Marest-Dampcourt (orilla derecha).
- Quierzy (comuna atravesada).

#### Oise
Un total de cincuenta y tres comunas son atravesadas por el río Oise a su paso por el departamento del Oise:
- Appilly (Orilla derecha).
- Brétigny (orilla izquierda).
- Baboeuf (comuna atravesada).
- Béhéricourt (orilla derecha).
- Salency (orilla izquierda).
- Varesnes (orilla izquierda).
- Morlincourt (orilla derecha).
- Noyon (orilla derecha).
- Pontoise-lès-Noyon (orilla izquierda).
- Sempigny (comuna atravesada).
- Pont-l'Évêque (orilla derecha).
- Passel (orilla derecha).
- Chiry-Ourscamp (comuna atravesada).
- Pimprez (orilla izquierda).
- Bailly (orilla izquierda).
- Saint-Léger-aux-Bois (orilla izquierda).
- Ribécourt-Dreslincourt (orilla derecha).
- Montmacq (orilla izquierda).
- Thourotte (orilla derecha).
- Le Plessis-Brion (orilla izquierda).
- Longueil-Annel (orilla derecha).
- Choisy-au-Bac (orilla izquierda).
- Cambronne-lès-Ribécourt (orilla derecha).
- Janville (orilla derecha).
- Compiègne (comuna atravesada),
- Clairoix (orilla derecha).
- Margny-lès-Compiègne (orilla derecha).
- Venette (orilla derecha).
- Jaux (orilla derecha).
- Armancourt (orilla derecha).
- Le Meux (orilla derecha).
- Lacroix-Saint-Ouen (orilla izquierda).
- Rivecourt (orilla derecha).
- Verberie (orilla izquierda).
- Rhuis (orilla izquierda).
- Longueil-Sainte-Marie (orilla derecha).
- Houdancourt (orilla derecha).
- Pontpoint (orilla izquierda).
- Pont-Sainte-Maxence (comuna atravesada).
- Beaurepaire (orilla izquierda).
- Brenouille (orilla derecha).
- Rieux (orilla derecha).
- Villers-Saint-Paul (orilla derecha).
- Verneuil-en-Halatte (orilla izquierda).
- Nogent-sur-Oise (orilla derecha).
- Creil (comuna atravesada).
- Montataire (orilla derecha).
- Saint-Maximin (orilla izquierda).
- Saint-Leu-d'Esserent (orilla derecha).
- Villers-sous-Saint-Leu (orilla derecha).
- Précy-sur-Oise (comuna atravesada),
- Gouvieux (orilla izquierda).
- Boran-sur-Oise (comuna atravesada).

#### Valle del Oise
Un total de veintidós comunas del departamento de Valle del Oise son atravesadas por el río Oise:

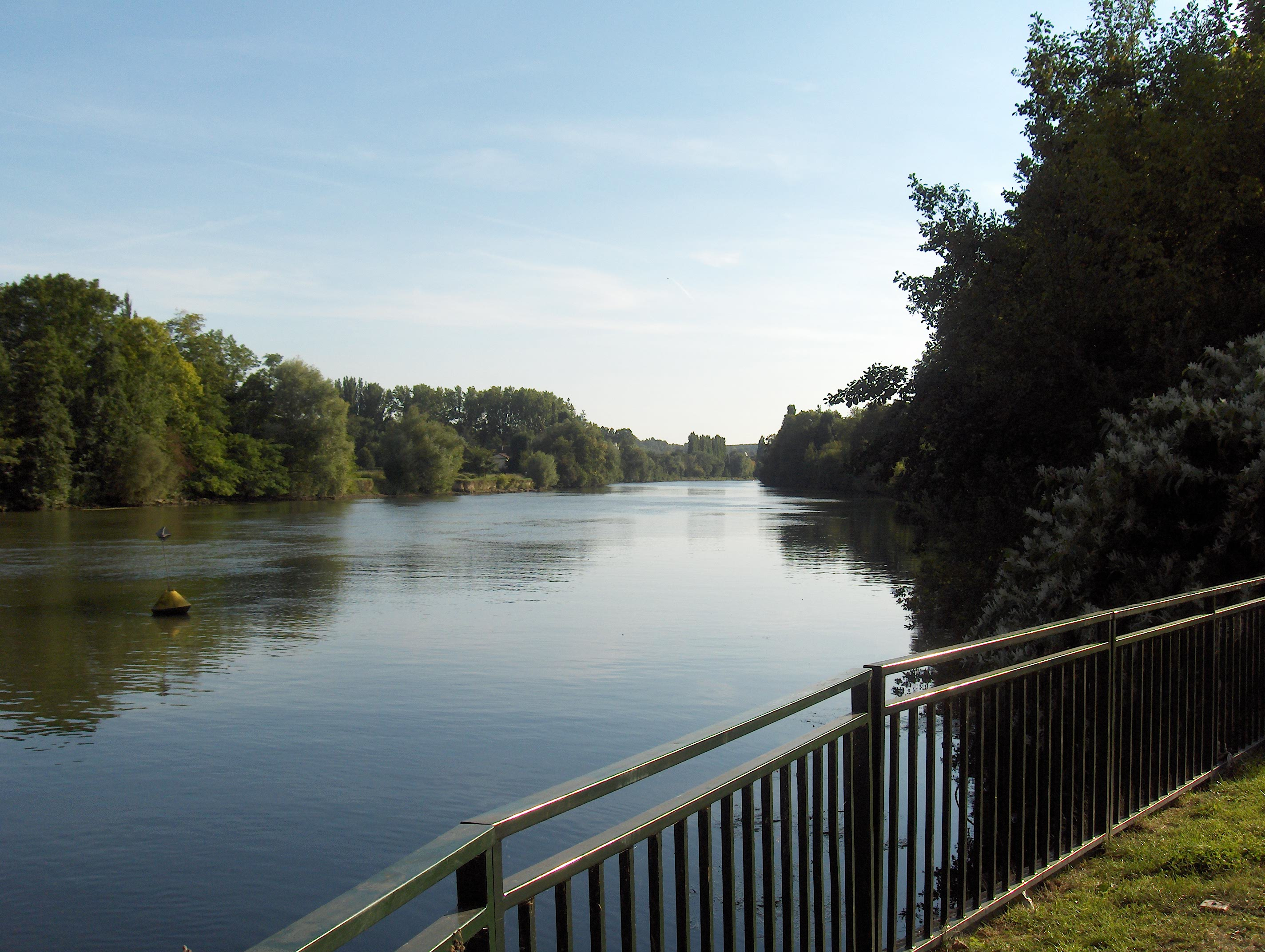
El río Oise a su paso por la localidad de Butry-sur-Oise.

- Asnières-sur-Oise (orilla izquierda, abadía de Royaumont),
- Bruyères-sur-Oise (orilla derecha).
- Noisy-sur-Oise (orilla izquierda).
- Bernes-sur-Oise (orilla derecha).
- Beaumont-sur-Oise (orilla izquierda).
- Persan (orilla derecha).
- Mours (orilla izquierda).
- Champagne-sur-Oise (orilla derecha).
- Parmain (orilla derecha).
- L'Isle-Adam (orilla izquierda).
- Valmondois (orilla derecha).
- Butry-sur-Oise (orilla derecha).
- Mériel (orilla izquierda).
- Auvers-sur-Oise (orilla derecha).
- Méry-sur-Oise (orilla izquierda).
- St-Ouen-l'Aumône (orilla izquierda).
- Pontoise (orilla derecha),.
- Cergy (comuna atravesada).
- Eragny-sur-Oise (orilla izquierda).
- Vauréal (orilla derecha).
- Jouy-le-Moutier (orilla derecha).
- Neuville-sur-Oise (orilla izquierda).

#### Yvelines
En el departamento de Yvelines, son tres las comunas que bordea el río Oise:
- Maurecourt (orilla derecha).
- Andrésy (orilla derecha),
- Conflans-Sainte-Honorine (orilla izquierda, y confluencia con el río Sena).

## Islas en el río
El río Oise posee a lo largo de su recorrido diversas islas permanentes en su cauce. De entre las mismas, citaremos:

### Valle de Oise
- Isla de Aubins (Bruyères-sur-Oise).
- Isla de Champagne (Champagne-sur-Oise).
- Isla de la Dérivation (L'Isle-Adam).
- Isla du Prieuré (L'Isle-Adam).
- Isla de la Cohue (L'Isle-Adam).
- Isla de Vaux (Méry-sur-Oise).
- Isla du Pothuis (Pontoise).
- Isla Saint-Martin (Pontoise).
- Isla de la Dérivation (Saint-Ouen-l'Aumône y Éragny).

## El río Oise en la Historia y la Cultura

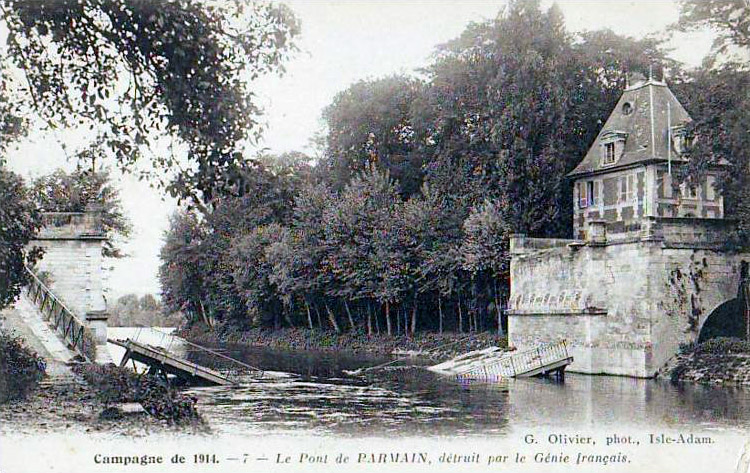
El puente de Parmain (Valle del Oise) sobre el río Oise, destruido por ingenieros militares franceses para intentar frenar el avance alemán hacia París en 1914, en el marco de la Primera Guerra Mundial.

Mapa de las operaciones militares en el frente occidental durante 1918, en el marco de la Primera Guerra Mundial, en el que se aprecian las ofensivas a lo largo de ambas orillas del río Oise.

Por su ubicación y por sus propias características, el río Oise tiene una destacada presencia en acontecimientos importantes para la Historia o la Cultura de Francia.

### Historia
En primer lugar, debido a que el río Oise se encuentra en plena ruta de avance desde el norte hacia la capital de Francia, París, en una zona sin alturas de importancia, ha sido con frecuencia escenario de luchas y combates, ya que es uno de los lugares en los que se ha intentado frenar el avance de los enemigos hacia París y hacia el interior del país.

### Guerras con España y Guerras de Religión
Así, desde el siglo XVI, durante las Guerras de religión de Francia, la cuenca del Oise fue escenario de combates, inicialmente entre el Reino de Francia y los Tercios españoles desplegados en Flandes, aunque también se produjeron luchas durante las Guerras de religión de Francia entre la Casa de Guisa (cuyos principales dominios territoriales se hallaban en la zona, centrados en la ciudad de Guisa), representada por Enrique I de Guisa, y el pretendiente calvinista a la Corona francesa, Enrique de Borbón, posteriormente Enrique IV de Francia.

### Primera Guerra Mundial
Por otra parte, en agosto de 1914, en los primeros compases de la Primera Guerra Mundial, los ejércitos alemanes, en aplicación del Plan Schlieffen, penetraron en territorio francés atravesando Bélgica, con la idea de posteriormente seguir hacia el sur, y una de las vías utilizadas para su avance fue precisamente el valle del río Oise, bien dotado de vías de comunicación que avanzaban directamente hacia París. Para frenar el avance alemán, los ingenieros militares franceses recurrieron a la destrucción de puentes de todo tipo a lo largo del río. El avance alemán sólo pudo ser detenido tras la victoria de las tropas aliadas en la primera batalla del Marne, a primeros de septiembre de 1914. Tras la derrota, las tropas alemanas se replegaron a una línea que seguía aproximadamente el cauce del río Aisne, uno de los principales afluentes del río Oise.
Durante los años 1914 a 1918 la situación en todo el frente occidental permaneció sin cambios destacados, a pesar de la dureza de los combates y del uso de gases asfixiantes para intentar superar la guerra de trincheras.
La situación dio un giro a partir de la firma el 3 de marzo de 1918 del Tratado de Brest-Litovsk, por el que Rusia abandonaba la lucha, puesto que un total de 44 divisiones alemanas fueron liberadas del combate contra Rusia y transferidas al frente occidental, siendo el valle del río Oise uno de los lugares en que hubo duros enfrentamientos. El avance alemán (véase el mapa adjunto) logró por un tiempo que, por primera vez desde 1914, la ciudad de París quedase al alcance de la artillería alemana, hasta que los alemanes fueron nuevamente rechazados hacia el norte en julio, tras una serie de cruentos combates de desgaste planificados por el general Ferdinand Foch, aprovechando el aporte que supuso la llegada al frente de tropas estadounidenses.

### Segunda Guerra Mundial

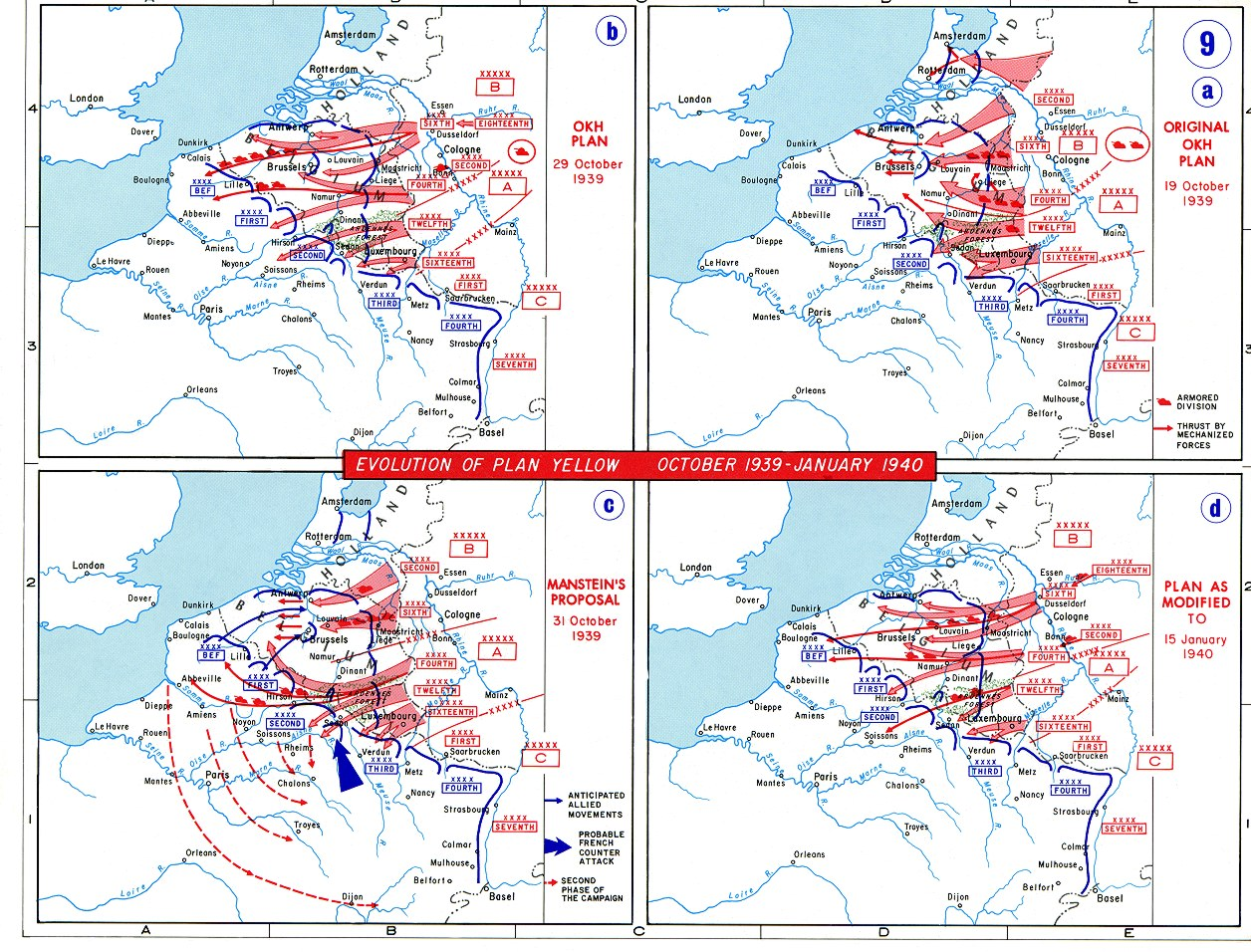
Distintas fases de la evolución del Plan amarillo, las planificaciones de la Wehrmacht para la batalla de Francia.

En mayo de 1940, durante la batalla de Francia, al principio de la Segunda Guerra Mundial, el general alemán Erich von Manstein propuso que, para evitar las fortificaciones construidas por el Ejército francés en la Línea Maginot, la Wehrmacht las rodease, penetrando en Francia a través de las Ardenas. Aunque el primer objetivo era el cerco y destrucción de las tropas aliadas que hubiesen entrado en Bélgica en apoyo del Ejército belga, no se descartaba una repetición del avance hacia París a través del valle del río Oise, como de hecho esta vez sí que sucedió.
Durante el mes de mayo, los Panzer alemanes acorralaron a las tropas aliadas en una bolsa en Dunkerque, bolsa que fue evacuada por la Royal Navy británica (Operación Dinamo). El 5 de junio, las tropas alemanas atravesaron el río Somme para avanzar hacia el sur por el valle del Oise, alcanzando y ocupando París pocos días después, lo que obligó al Gobierno francés a la firma del armisticio con Alemania el 22 de junio.
El 6 de junio de 1944, tras el desembarco en Normandía de los Aliados y la batalla victoriosa para estos por el control de Normandía, la situación se planteó a la inversa: los Ejércitos aliados avanzaron hacia el norte y el nordeste, a partir del París recién liberado en 25 de agosto, para proceder a la liberación de Bélgica y Holanda y penetrar posteriormente en el territorio alemán. Una de las vías utilizadas para el avance de las tropas aliadas fue igualmente el curso del río Oise, en dirección contraria a la seguida por los alemanes cuatro años antes.

### Cultura

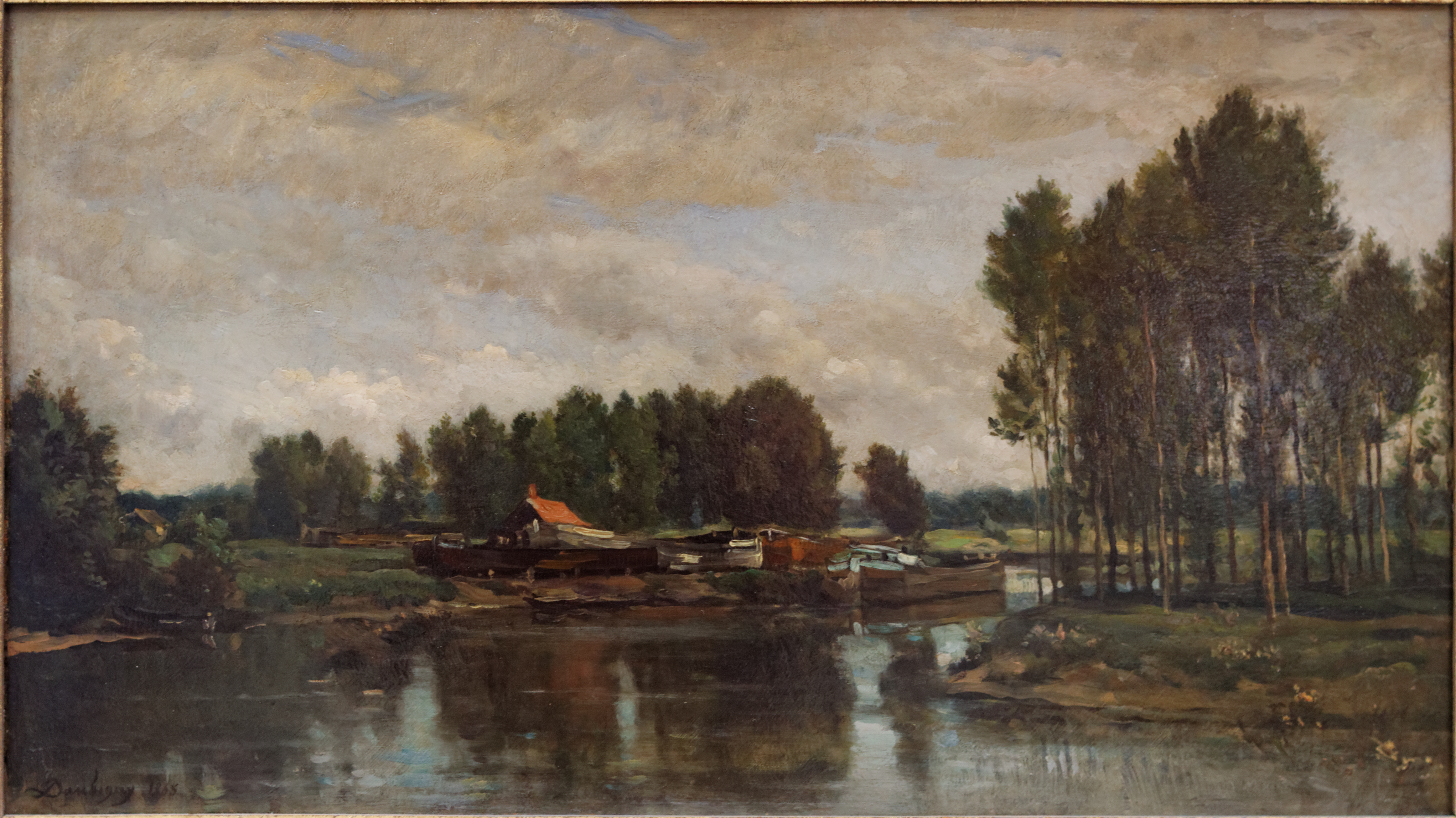
Barcos en el Oise, cuadro de Charles-François Daubigny con el río Oise como protagonista (Museo del Louvre, París).

Habida cuenta de la cercanía a París del río Oise, lo que hace que sea accesible por carretera o desde el río Sena en barco con facilidad, el río ha sido objeto de atención por parte de diversos pintores, como Alfred Sisley o Charles-François Daubigny.

#### Charles-François Daubigny
Charles-François Daubigny (nacido en 1817 en París y fallecido en 1878 en la misma ciudad), miembro de la llamada escuela de Barbizon, que está considerado como uno de los precursores del impresionismo, destacó especialmente por sus obras de temática paisajística, incluyendo numerosos ejemplos de paisajes fluviales, con un interés preferente por el río Oise. Uno de estos últimos es Barcos en el Oise, actualmente depositado en el Museo del Louvre de París, que puede contemplarse a la derecha de estas líneas. Otro es Salida de la luna en las riberas del río Oise (Museo Thyssen-Bornemisza).

#### Camille Pissarro
Camille Pissarro, un pintor también impresionista, nacido en Saint-Thomas en 1830 y fallecido en París en 1903, tuvo en los años 1870 y 1880 un llamado Período de Pontoise (por la localidad de Pontoise, a orillas del río Oise), durante el cual pintó obras relativas al mismo, como es el caso de En el río Oise - Pontoise.

#### Alfred Sisley
Alfred Sisley, un pintor impresionista de nacionalidad británica, a pesar de haber nacido en París el 30 de octubre de 1839 (y fallecido en Moret-sur-Loing el 29 de enero de 1899), pintó también varios cuadros sobre temática fluvial, entre los que se encuentra Les berges de l'Oise (Las orillas del Oise), cuadro de 1877-1878 que se exhibe actualmente en la National Gallery of Art de Washington, en Estados Unidos.